# Cistugo
Cistugo ist eine Fledermaus-Gattung mit zwei Arten, die in Afrika vorkommen. Das Taxon wurde in älteren Werken als Untergattung der Mausohren (Myotis) in der Familie der Glattnasen (Vespertilionidae) geführt. Neuere Abhandlungen wie Mammal Species of the World sowie die Weltnaturschutzunion erkennen Cistugo als Gattung an. Eine Studie von 2010 konnte auffällige genetische Abweichungen zwischen Cistugo und Myotis feststellen. Die Autoren stellten die Gattung in die eigene Familie Cistugidae, was sowohl von der Mammal Diversity Database der American Society of Mammalogists als auch von der IUCN Red List akzeptiert ist. 
Folgende Arten zählen zur Gattung.
- Lesueur-Mausohr (Cistugo lesueuri), lebt in Südafrika und Lesotho.
- Angola-Mausohr (Cistugo seabrae), ist im Südwesten Angolas, Westen Namibias sowie Nordwesten Südafrikas heimisch.

Diese Fledermäuse erreichen eine Kopf-Rumpf-Länge von 40 bis 55 mm, eine Unterarmlänge von 32 bis 38 mm und ein Gewicht von 5,5 bis 8 g. Auf jedem Flügel kommen ein oder zwei Drüsen vor, die als Knötchen ausgebildet sind. Bezüglich des Gebisses sind die Gattungen Cistugo und Mausohren identisch.
Die Arten ernähren sich von Insekten, die im Flug mithilfe der Flughaut gefangen werden oder die von Pflanzen aufgesammelt werden.